# Ochodaeus capicola
Ochodaeus capicola là một loài bọ cánh cứng trong họ Ochodaeidae. Loài này được Peringuey miêu tả khoa học đầu tiên năm 1901.